# Deschampsia laxa
Deschampsia laxa är en gräsart som beskrevs av Rodolfo Amando Philippi. Deschampsia laxa ingår i släktet tåtlar, och familjen gräs. Inga underarter finns listade i Catalogue of Life.